# Cantonul Saint-Nazaire-Ouest
Cantonul Saint-Nazaire-Ouest este un canton din arondismentul Saint-Nazaire, departamentul Loire-Atlantique, regiunea Pays de la Loire, Franța.